# Heat and Sunlight
Heat and Sunlight je americký nezávislý film z roku 1987. Natočil jej režisér Rob Nilsson podle vlastního námětu. K filmu neexistoval žádný napsaný scénář, herci měli do určité míry možnost improvizace. Nilsson ve filmu rovněž ztvárnil hlavní roli, v dalších rolích se představili například Consuela Faust, Don Bajema, Ernie Fosselius, Bill Bailey a dlouhá řada dalších. Nilsson zde hrál roli fotografa jménem Mel Hurley. Stejnou postavu hrál i ve svém filmu Permission to Touch z roku 2015. Hurley se v předvečer svých narozenin vrací domů do San Francisca a na letišti očekává svou milenku Carmen. Ta se však nedostaví. Snímek získal cenu hlavní poroty na festivalu Sundance Film Festival.